# الیزابت گارلی فلین
الیزابت گارلی فلین (زاده ۷ اوت ۱۸۹۰ – درگذشته ۵ سپتامبر ۱۹۶۴)، فعال و رهبر کارگری و فمینیست بود که رهبری اتحادیه کارگران صنعتی جهان (IWW) را بر عهده داشت. فلین عضو بنیان‌گذار اتحادیه آزادی‌های مدنی آمریکا و طرفدار بارز حقوق زنان، کنترل موالید و حق  زنان بود. وی در ۱۹۳۶ به حزب کمونیست آمریکا پیوست و در سال ۱۹۶۱ به ریاست آن رسید. وی در جریان بازدید از اتحادیه شوروی به هنگام حضور در یک تشییع جنازه درگذشت.

## سالیان نخستین زندگی
فلین در ۱۹۸۰ در کنکورد، در نیوهمپشایر به دنیا آمد. خانواده وی در سال ۱۹۰۰ به نیویورک نقل مکان کرد. وی در آنجا توانست به مدارس عمومی محلی برود. خانواده فلین او را با سوسیالیسم آشنا کرد. وی نخستین سخنرانی عمومیش را زمانی انجام داد که تنها شانزده ساله بود. این سخنرانی با عنوان «سوسیالیسم برای زنان چه کار خواهد کرد؟» در باشگاه سوسیالیستی هارلم انجام شد. در نتیجه وی احساس وظیفه کرد که می‌باید برای عدالت اجتماعی سخن بگوید، با اینحال بعداً از تصمیمش مبنی بر ترک دبیرستان موریس پیش از پایان تحصیلاتش پشیمان شد.
فلین یک سال بعد و در سال ۱۹۰۷ با جی.ای. جونز، سازمان دهنده منطقه‌ای اتحادیه کارگران صنعتی جهان دیدار کرد. جونز شانزده سال از الیزابت گارلی فلین بزرگتر بود، با این حال آنگونه که فلین در خودزندگی‌نامه اش نوشته‌است: «من عاشقش شدم و ما در ژانویه ۱۹۰۸ با هم ازدواج کردیم.» از این پیوند دو فرزند پسر به دنیا آمد که اولی به نام جان وینسنت چند روز پس از تولد درگذشت و دومی با نام فرد فلین در ۱۹ ماه مه ۱۹۱۰ به دنیا آمد. (وی در سال ۱۹۴۰ درگذشت).

## فعالیت حرفه‌ای
فلین در سال ۱۹۰۷ به صورت تمام وقت به سازمان دهنده اتحادیه کارگران صنعتی جهان تبدیل شد و در نخستین مجمع اتحادیه در همان سال شرکت کرد. وی در سال‌های آتی به راه‌اندازی کمپین‌هایی در حمایت از کارگران پوشاک در پنسیلوانیا، بافندگان ابریشم در نیوجرسی، کارگران رستوران در نیویورک، کارگران معدن در مینه سوتا، میسولا، مونتانا و اسپوکین واشینگتن، و کارگران نساجی در ماساچوست پرداخت. تئودور درایزر در این دوران وی را «جانب شرقی ژاندارک» توصیف کرد.
در ۱۹۰۹ فلین در یک مبارزه برای آزادی بیان در اسپوکین شرکت کرد و در آنجا برای ایجاد تأخیر در بازداشتش خود را به پایه یک چراغ بست. وی بعداً پلیس را متهم ساخت که زندان را به روسپیخانه تبدیل کرده‌است؛ اتهامی که آن‌ها را واداشت تا تمام نسخه‌های گزارش اتهام را ضبط کنند.
فلین در این دوره ده‌ها بار بازداشت شد، اما هرگز به اتهام فعالیتی جنایتکارانه محکوم نشد. این مسئله از سویی دیگر به سبب اخراج فلین از اتحادیه کارگران صنعتی جهان در سال ۱۹۱۶ به همراه سازمان دهنده همکار وی، جو اتور بود. آنگونه که رابرت م. الف نگاشته‌است، سه کارگر معدن در مینه سوتا به اتهام قتل دستگیر شدند. این قتل ناشی از حادثه‌ای بود که زمانی رخ داد که گروهی از نگهبانان معدن با داشتن نمایندگی از جمله فردی به نام جمز سی. مایرون که گفته می‌شد مسلح بوده و نیز فردی به نام نیک دیلون که سابقاً در مقام اخراج‌کننده قرار داشت، به محل زندگی یکی از کارگران معدن به نام فیلیپ ماسونوویچ آمدند تا وی را به اتهام مصرف مشروبات الکلی غیرمجازی تفتیش کنند که هنوز در محل وجود داشت. در این ماجرا مواجهه‌ای درگرفت که بر اثر آن مایرون و یک فرد ناظر بر اثر شلیک گلوله کشته شدند. به گفتهٔ اِلِف، بر مبنای گواهی چند شاهد مایرون به صورت تصادفی توسط یکی از همکارانش کشته شد که از بیرون اقامتگاه ماسونوویچ اقدام به تیراندازی کرد و همچنین فرد ناظر نیز توسط تیراندازی دیلون کشته شد. در این ماجرا سه سازمان دهنده اتحادیه کارگران صنعتی جهان نیز متهم شناخته شدند، اگرچه در زمان حادثه در جای دیگری بودند. مسئول کمیته سازماندهی اتحادیه، بیل هیوود مطمئن بود که قاضی هیلتون که در دادگاهی در آیداهو از وی و جرج پتیبون با موفقیت دفاع کرده بود، می‌تواند این پرونده را با کسب پیروزی برای معدنکاران به پایان برساند.
اگرچه سازمان‌دهندگان اصلی در محل وقوع حادثه پذیرفتند که دیگر سازمان‌دهندگان آزاد بشوند و سه کارگر معدن، که هیچ‌یک از آن‌ها نمی‌توانست به روانی انگلیسی صحبت بکند، به زندان بروند. اغتشاشی هم در این حکم وجود داشت؛ توافق قبلی مبنی بر یک سال زندان در دادگاه به نحوی به حکم پنج تا بیست سال تغییر کرد. هیوود مسئولیت فلین و اتور را برعهده گرفت تا معدنکاران به اتهام مطرح شده اعتراف کنند؛ اتهامی که احتمالاً حتی نمی‌توانستند آن را بفهمند. هیوود در خودزندگی‌نامه اش نوشت که نقش فلین و اتور در این امر، رابطه‌شان با اتحادیه کارگران صنعتی جهان را نابود کرد. همچنین پیتر کارلسون، زندگی‌نامه‌نویس هیوود، نوشت که اتور اتحادیه را ترک کرد و فلین در اتحادیه باقی ماند، اما در دوری جستن از هیوود و پشتیبانانش دچار زحماتی شد.
فلین در سال ۱۹۲۰ در بنیان‌گذاری اتحادیه آزادی‌های مدنی آمریکا شرکت کرد و در کمپین علیه محکومیت ساکو و وانزتی فعالیت کرد. فردیناندو ساکو و بارتولومئو وانزتی دو آنارشیست ایتالیایی بودند که در آن سال به اتهام قتل دو نفر در جریان دزدی مسلحانه از کارخانه کفشی در برینتری، ماساچوست محکوم شده بودند. فلین همچنین به‌طور ویژه با مسئله حقوق زنان درگیر شد و از کنترل موالید و حق زأی زنان پشتیبانی کرد. وی همچنین به انتقاد از رهبری اتحادیه‌های صنفی پرداخت و آن‌ها را تشکیلاتی تحت اقتدار مردان ارزیابی کرد که به نیازهای زنان واکنشی نشان نمی‌دهند.
فلین در فاصله میان سال‌های ۱۹۲۶ تا ۱۹۳۶ در جنوب غربی پورتلند، اورگن، با ماری اکویی، دیگر فعال عضو اتحادیه کارگران صنعتی جهان زندگی کرد که در زمینه حق رأی زنان و کنترل موالید فعالیت می‌کرد. اگرچه فلین در بیشتر مدت اقامتش در پورتلند از نشر سلامت در وضعیت خوبی به سر نمی‌برد، اما همچنان فعال بود و در جریان اعتصاب ۱۹۳۴ اسکله‌های سواحل غربی آمریکا با سخنرانی به حمایت پرداخت. فلین در سال ۱۹۳۶ به حزب کمونیست پیوست و به نگارش یک ستون فمینیستی در دیلی وورکر، نشریه این حزب پرداخت. وی دو سال بعد به عضویت در کمیته ملی برگزیده شد. عضویت وی در حزب کمونیست سبب اخراج وی از هیئت مدیره اتحادیه آزادی‌های مدنی آمریکا در سال ۱۹۴۰ شد.
در خلال جنگ جهانی دوم، فلین نقش مهمی در کمپین حقوق و فرصت‌های برابر اقتصادی برای زنان و همچنین بنیان‌گذاری مراکز مراقبت روزانه مادران کارگر بازی کرد. در ۱۹۴۲ وی کنگره بزرگ نیویورک را اداره کرد و ۵۰ هزار رأی به دست آورد. در ژوئیه ۱۹۴۸ دوازده تن از رهبران حزب کمونیست بازداشت شدند و به جرم تخلف از قانون اسمیت به صورت پشتیبانی از براندازی دولت ایالات متحده از طریق زور و خشونت محکوم شدند. آن‌ها پس از محکومیت در دادگاه میدان فولی، از دیوان عالی کشور تقاضای تجدید نظر کردند، اما محکومیت آن‌ها در دادگاه دنیس علیه ایالات متحده آمریکا هم تأیید شد و دو تن از قضات در مخالفت نوشتند که آن‌ها به نقض حقوق اساسی خود برای درگیری در فعالیت‌هایشان محکوم شده‌اند که توسط متمم اول قانون اساسی از آن دفاع شده‌است.

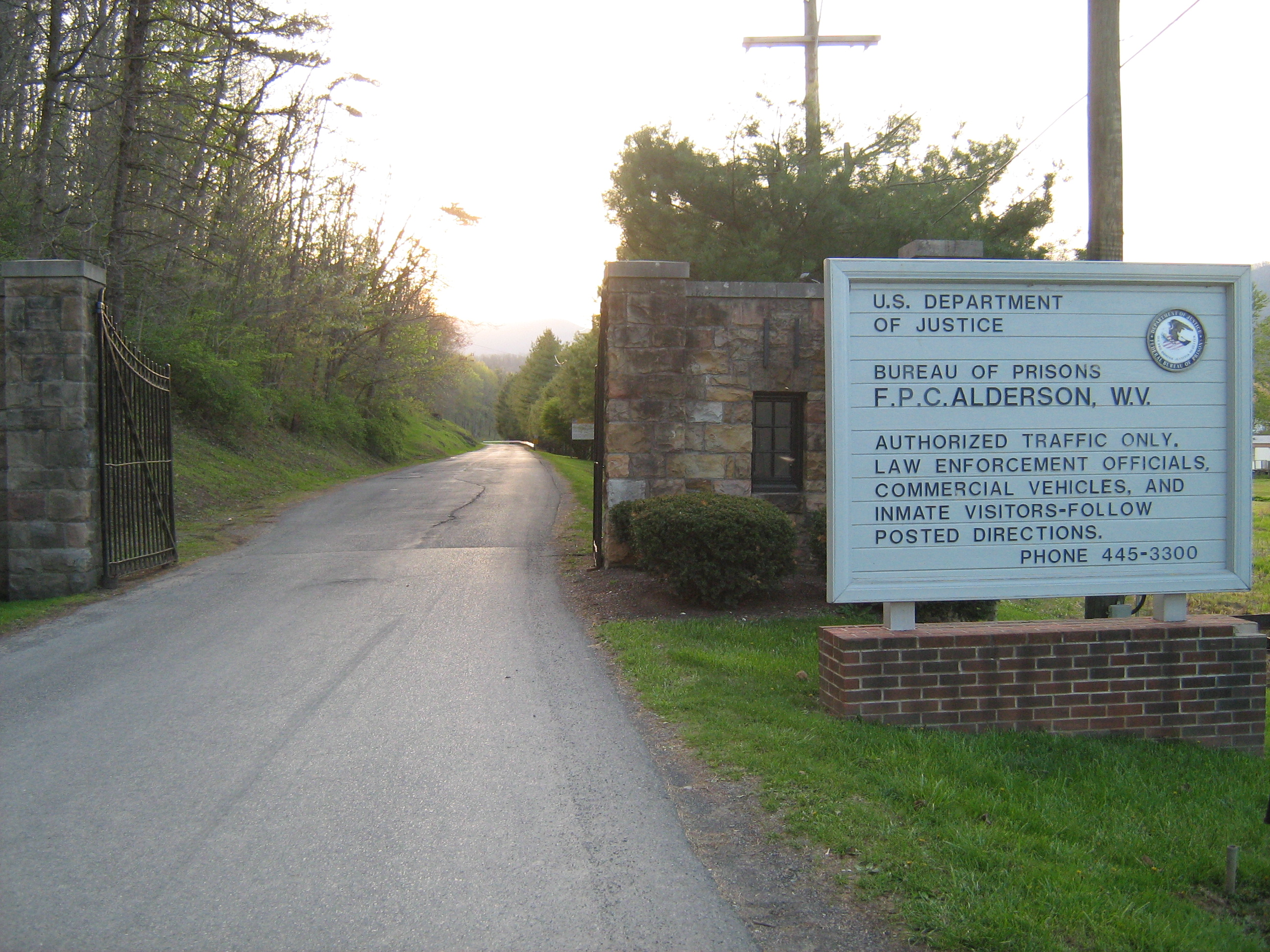
کمپ زندان فدرال در آلدرسن، جایی که فلین زندانی شده بود.

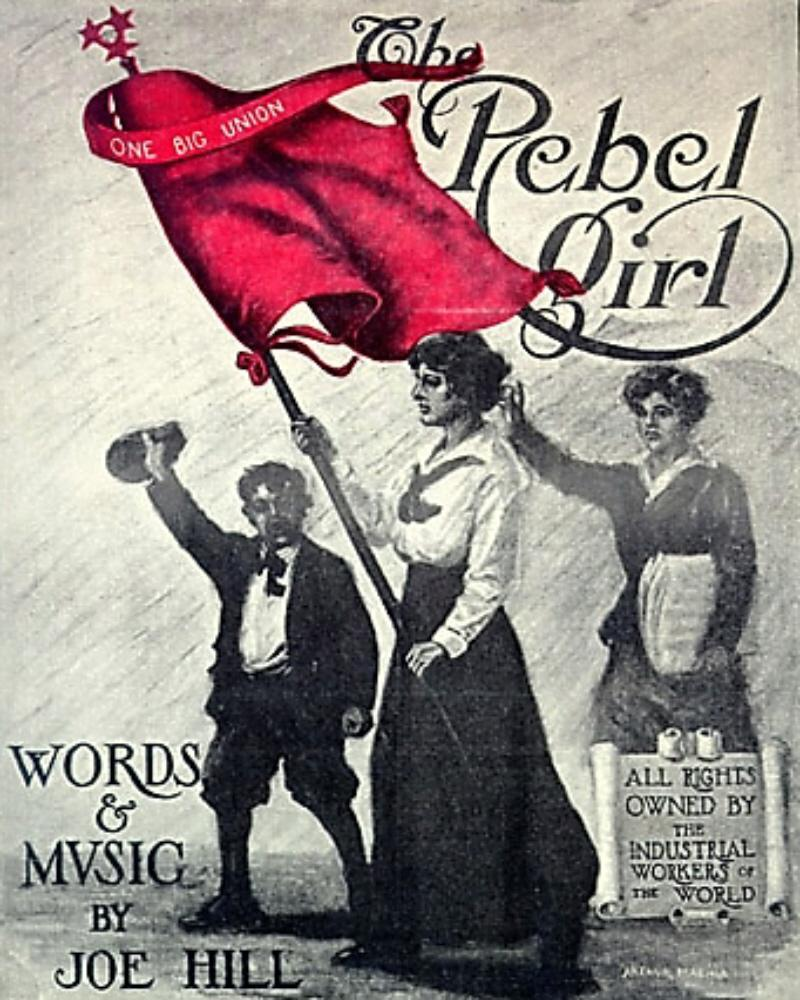
الیزابت گارلی فلین در سرایش ترانهٔ دختر یاغی مایهٔ الهام جو هیل قرار گرفت، ۱۹۱۵.

فلین برای آزادی آن‌ها در ژوئن ۱۹۵۱ کمپینی به راه انداخت، اما خودش هم در موج دوم بازداشت‌ها دستگیر شد و بر اساس قانون اسمیت تحت پیگرد قانونی قرار گرفت. وی پس از دادگاهی که نه ماه به طول انجامید گناهکار شناخته شد و دو سال در کمپ زندان فدرال در نزدیکی آلدرسون، ویرجینیای غربی خدمت کرد. وی بعدها خاطرات زندان خود را در داستان آلدرسن:زندگی من به عنوان زندانی سیاسی. ' نوشت.

## سال‌های بعد
فلین پس از آزادی از زندان فعالیتش را با چپگراها و با گرایش کمونیستی ادامه داد. وی در سال ۱۹۶۱ به ریاست ملی حزب کمونیست ایالات متحده آمریکا رسید. وی چندین بار از اتحادیه شوروی دیدار کرد و در نهایت در ۷۴ سالگی در جریان بازدیدش از شوروی در ۵ سپتامبر ۱۹۶۴ درگذشت. دولت وقت شوروی برای وی مراسم تشییعی در میدان سرخ برگزار کرد که ۲۵ هزار نفر در آن شرکت کردند. جسد فلین بر طبق خواسته خودش برای دفن در گورستان ئلدهایم شیکاگو به آمریکا برده شد و در نزدیکی قبر اوجین دنیس، بیل هیوود و شهیدان شورش هایمارکت به خاک سپرده شد.
تأثیر فلین به عنوان یک اکتیویست بسیار گسترده بود و به صورت یک سرود محبوب به نام دختر یاغی که توسط فعال کارگری و موسیقیدان، جو هیل نوشته شده‌است، گرامی داشته شد.
نسخه داستانی شخصیت فلین در رمان جان آپدایک به نام در زیبایی نیلوفرها ترسیم شد که در آن به روابط وی با کارلو ترسکا آنارشیست آمریکایی اشاره شده که با فلین نامه نگاری و ارتباط داشته‌است.

## نقل قول
«تاریخ چشم‌اندازی گسترده دارد و در نهایت با قضاوتی سختگیرانه از ستمگران و حق خواهان خواهد گذشت، حق خواهانی که برای آزادی بشر و علیه سرکوب سیاسی و بردگی اقتصادی می‌جنگیدند، رنج می‌بردند، زندانی می‌شدند و می‌مردند.»
«ما باور داریم که پیکار طبقاتی موجود در جامعه در قدرت اقتصادی اربابان در یک سو، و قدرت رشدیابنده اقتصادی کارگران در سوی دیگر بیان شده، و این دو اکنون و بار دیگر در نبردی باز، و در درگیری مستمر روزانه با یکدیگر برخورد می‌کنند و در این نبرد می‌باید سهم بیشتری از تولید ناشی از کار و نهایتاً مالکیت وسایل زندگی را به دست بیاورند.»

## گزیده آثار

### کتاب
- کارشکنی: انقطاع آگاهانه بهره‌وری صنعتی کارگران. کلیولند، اوهایو: دفترخانه انتشارات کارگران صنعتی جهان، ۱۹۱۶.
- تعهد، هایوود، روتنبرگ. نیویورک، انتشارات کتابخانه کارگران، ۱۹۳۹.
- من پسرم را بزرگ نکرده‌ام تا سرباز وال استریت بشود. نیویورک، انتشارات کتابخانه کارگران، ۱۹۴۰.
- ارل براودر: مردی از کانزاس. نیویورک، انتشارات کتابخانه کارگران، ۱۹۴۱.
- پرسش‌ها و پاسخ‌هایی در پیرامون مسئله براودر. نیویورک، کمیته شهروندان برای آزادی ارل براودر، ۱۹۴۱.
- کارگران معدن زغال‌سنگ و جنگ. نیویورک، انتشارات کتابخانه کارگران، ۱۹۴۲.
- زنان در جنگ. نیویورک، انتشارات کتابخانه کارگران، ۱۹۴۲.
- دختران آمریکا: الا ریو بلار و آنیتا ویتنی. نیویورک، انتشارات کتابخانه کارگران، ۱۹۴۲
- زنان با سرنوشت قرار ملاقات دارند. نیویورک، انتشارات کتابخانه کارگران، ۱۹۴۴.
- با کمونیست‌ها دیدار کنید. نیویورک، حزب کمونیست ایالات متحد آمریکا، ۱۹۴۶.
- جایگاه زنان در پیکار برای جهانی بهتر. نیویورک، انتشارات قرن نو، ۱۹۴۷.
- دوازده تن و تو: آنچه برای دموکراسی اتفاق افتاد به تو هم مربوط می‌شود!. نیویورک، انتشارات قرن نو، ۱۹۴۸.
- ویلیام ز. فاستر: پنجاه سال رهبری و مبارزه یک کمونیست. نیویورک، انتشارات قرن نو، ۱۹۴۹.
- مدفوع کبوتر. نیویورک، انتشارات قرن نو، ۱۹۴۹.
- طرحی برای بستن پوزهٔ آمریکا. نیویورک، انتشارات قرن نو، ۱۹۵۰.
- پیامی از طرف الیزابت گارلی فین به همهٔ زنان کمونیست به بمناسبت روز مادر، می ۱۹۵۰. نیویورک: حزب کمونیست ایالات متحد آمریکا، کمیسیون ملی زنان، ۱۹۵۰.
- دنیس و تعهد، پیکارگران صلح. نیویورک، انتشارات قرن نو، ۱۹۵۰.
- الیزابت گارلی فلین با دادگاه سخن می‌گوید: بیانیه‌ای سرگشاده به دادگاه و بیانیه‌ای در رابطه با شانزده قربانی قانون اسمیت در دادگاه میدان فولی. نیویورک، انتشارات قرن نو، ۱۹۵۲.
- سیزده کمونیست با دادگاه سخن می‌گویند. نیویورک، انتشارات قرن نو، ۱۹۵۳.
- کمونیست‌ها و مردم: مجموعه گفتارهای سیزده رهبر کمونیست خطاب به هیئت ژوری در دومین دادگاه میدان فولی برای قانون اسمیت. نیویورک، انتشارات قرن نو، ۱۹۵۳.
- من قطعهٔ خود را می‌خوانم:خودزندگی نامه دختر یاغی. نیویورک، انتشارات ماسس اند مینستریم، ۱۹۵۵.
- درخواستی از زنان. نیویورک: حزب حقوق مردم، کمیته کمپین، ۱۹۵۵.
- افق‌های آینده برای یک آمریکای سوسیالیستی. نیویورک، حزب کمونیست ایالات متحد آمریکا، ۱۹۵۹.
- آزادی از خانه آغاز می‌شود. نیویورک، انتشارات قرن نو، ۱۹۶۱.
- قانون مک کارن در فاروم قانون هاروارد. نوشته بنیامین دیویس، مقدمه از الیزابت گارلی فلین، گاس هال، کمیته دفاع از بنیامین دیویس، ۱۹۶۲.
- داستان آلدرسن: زندگی من به عنوان زندانی سیاسی. نیویورک: انتشاران انترناسیونال، ۱۹۶۳.
- قانون مک کارن، واقعیت و فانتزی. نیویورک، گاس هال، کمیته دفاع از بنیامسن دیویس، ۱۹۶۳.
- دختر یاغی: خودزندگی‌نامه، نخستین زندگی من (۱۹۲۶–۱۹۰۶). نیویورک: انتشارات انترناسیونال، ۱۹۷۳. (نسخه اصلاح و تجدید نظر شدهٔ من قطعهٔ خود را می‌خوانم).
- خاطرات کارگران صنعتی جهان، نیویورک: انستیتو مطالعات مارکسیستی آمریکا، ۱۹۷۷.

### مقاله
- اول ماه مه: خورشید فردا. نشریهٔ توده‌های نو، ۶ می ۱۹۴۱.
- از حقوق مدنی کمونیست‌ها دفاع کنید!. نشریهٔ کمونیست، دورهٔ هجدهم، شمارهٔ ۱۲، دسامبر ۱۹۳۹.
- چشمان معدن درخشش را دیده‌اند. نشریهٔ توده‌های نو، ۲ می ۱۹۳۹.
- محاکمه‌های مینه سوتا. نشریهٔ توده‌های نو، ژانویه ۱۹۱۷.
- آیا شما به میهن‌پرستی باور دارید؟ نشریهٔ توده‌های نو، مارس ۱۹۱۶.

## برای مطالعهٔ بیشتر
- کمپ، هلن سی. روح آهنین: الیزابت گارلی فلین و چپ آمریکا. پولمن، واشینگتن: انتشارات دانشگاه ایالتی واشینگتن، ۱۹۵۵. شابک ‎۹۷۸-۰-۸۷۴۲۲-۱۰۵-۳ (جلد گالینگور) شابک ‎۹۷۸-۰-۸۷۴۲۲-۱۰۶-۰ (جلد مقوایی)